# Hatsuinu
Hatsuinu (яп. 初犬) — манга, созданная японским автором Ину (犬, Inu). Три тома были выпущены издательством Issuisya в 2006—2008 годах. По мотивам Hatsuinu были сняты два OVA-сериала Hatsuinu The Animation (яп. 初犬 The Animation) и Hatsuinu 2 The Animation — Strange Kind of Womans ~again~ (яп. 初犬 2 The Animation ストレンジ・カインド オブ ウーマンズ ～again～).
Hatsuinu The Animation, состоящая из двух серий, была создана на студии Pink Pineapple и выпущена на двух DVD 25 марта и 27 июля 2007 года. Это аниме повествует о встрече главных героев, Фукаи и его одноклассницы Фудзино. Режиссёром выступил Тосихиро Ватасэ. Вторая часть, также двухсерийная, была выпущена Pink Pineapple на DVD 26 сентября и 26 декабря 2008 года..

## Список томов
| № | Дата публикации     | ISBN                   |
| - | ------------------- | ---------------------- |
| 1 | 22 апреля 2006 года | ISBN 978-4-870-76631-0 |
| 2 | 25 марта 2007 года  | ISBN 978-4-870-76663-1 |
| 3 | 11 июля 2008 года   | ISBN 978-4-870-76710-2 |